# Пасабен
Пасабен (порт. Passabém) — муниципалитет в Бразилии, входит в штат Минас-Жерайс. Составная часть мезорегиона Агломерация Белу-Оризонти. Входит в экономико-статистический микрорегион Консейсан-ду-Мату-Дентру. Население составляет 2140 человек на 2006 год. Занимает площадь 94,538 км². Плотность населения — 22,6 чел./км².

## История
Город основан 19 марта 1963 года.

## Статистика
- Валовой внутренний продукт на 2003 год составляет 5 306 655,00 реалов (данные: Бразильский институт географии и статистики).
- Валовой внутренний продукт на душу населения на 2003 год составляет 2587,35 реалов (данные: Бразильский институт географии и статистики).
- Индекс развития человеческого потенциала на 2000 год составляет 0,694 (данные: Программа развития ООН).